# دورة فرنسا المفتوحة 1978
قائمة بطولات دورة رولان غاروس لعام 1978:

## الكبار

### فردي رجال
بورن بورغ هزم  غواليرمو فيلاس, النتيجة:6-1, 6-1, 6-3

### فردي سيدات
فيرجينيا روزايسي هزمت  ميما جاشوفيتش, النتيجة:6-2, 6-2

### زوجي رجال
جيني مايور و هانك بيفايسكر هزما  خوسية هيغويراس و مانويل أورانتس, النتيجة:6-3, 6-2, 6-2

### زوجي سيدات
ميما جاشوفيتش و فيرجينيا روزايسي هزمتا  ليزلي ترنر باولي و جايل شيريف لوفيرا, النتيجة:5-7, 6-4, 8-6

### زوجي مختلط
ريناتا تومانوفا و بافل سلوفيل هزما  فيرجينيا روزايسي و باتريك دومينغيز, النتيجة:7-6 (انسحاب)